# Kärrbäck, Sala kommun

Kärrbäck är en ort i Sala kommun i Västmanlands län i Uppland.
Kärrbäck ligger i Norrby socken.
Kärrbäck omtalas första gången 1538, och indelas från 1539 i Norra och Södra Kärrbäck. Norra Kärrbäck bestod 1539-1569 av ett mantal och Södra Kärrbäck av två mantal skatte. Från 1563 uppges gårdarna vara bergsmanshemman.